# Złotopiór rudosterny
Złotopiór rudosterny (Galbula ruficauda) – gatunek średniej wielkości ptaka z rodziny złotopiórów (Galbulidae), odbywający lęgi w tropikalnym Nowym Świecie w południowym Meksyku, Ameryce Środkowej i Ameryce Południowej, aż po południową Brazylię i Ekwador. Nie jest zagrożony wyginięciem.

## Systematyka
Gatunek ten opisał i zilustrował w 1806 roku François Levaillant, nadając mu francuską nazwę Jacamar à queue rousse. W 1816 roku Georges Cuvier przydzielił mu nazwę zgodną z zasadami nazewnictwa binominalnego – Galbula ruficauda; nazwa ta obowiązuje do tej pory. Miejsce typowe to Gujana. Epitet gatunkowy ruficauda oznacza „czerwonoogonowy” lub „rudoogonowy” (łac. rufus „czerwony, rudy”; cauda „ogon”).
Wyróżnia się 6 podgatunków Galbula ruficauda.

## Zasięg występowania
Poszczególne podgatunki występują:
- G. r. melanogenia P.L. Sclater, 1852 – złotopiór czarnobrody[3] – od nizin południowo-wschodniego Meksyku (Veracruz) do zachodniego Ekwadoru,
- G. r. ruficauda Cuvier, 1816 – złotopiór rudosterny[3] – środkowa Kolumbia do Gujany i północnej Brazylii, Trynidad i Tobago,
- G. r. pallens Bangs, 1898 – północna Kolumbia,
- G. r. brevirostris Cory, 1913 – północno-wschodnia Kolumbia i północno-zachodnia Wenezuela,
- G. r. rufoviridis Cabanis, 1851 – złotopiór południowy[3] – Brazylia na południe od Amazonki do Boliwii, Paragwaju i północno-wschodniej Argentyny,
- G. r. heterogyna Todd, 1932 – wschodnia Boliwia i południowo-zachodnia Brazylia.

## Morfologia
Podobnie jak inne złotopióry, są to wytworne ptaki o jaskrawym ubarwieniu z długimi dziobami i ogonami. Złotopiór rudosterny mierzy zazwyczaj około 26–27 cm (inni autorzy podają 22,0–24,5 cm i 25 cm), dziób ma 5 cm długości u obu płci. Podgatunek G. r. brevirostris ma krótszy dziób. Ptak jest metalicznie zielony na górnych partiach ciała, a pod spodem głównie pomarańczowy, także pod ogonem; na piersi ma zieloną obwódkę.
Płcie różnią się tym, że samiec ma białe gardło, a samica płowe; samica ma również jaśniejsze podbrzusze. Samicę można rozróżnić od samca również po cieńszym, prostym dziobie i napuszonym gardle. Masa ciała i długość skrzydła u samców wahała się między 25–28 g i 8,1–8,7 cm, podczas gdy samice osiągały odpowiednio 24–33 g i 8,1–8,6 cm.

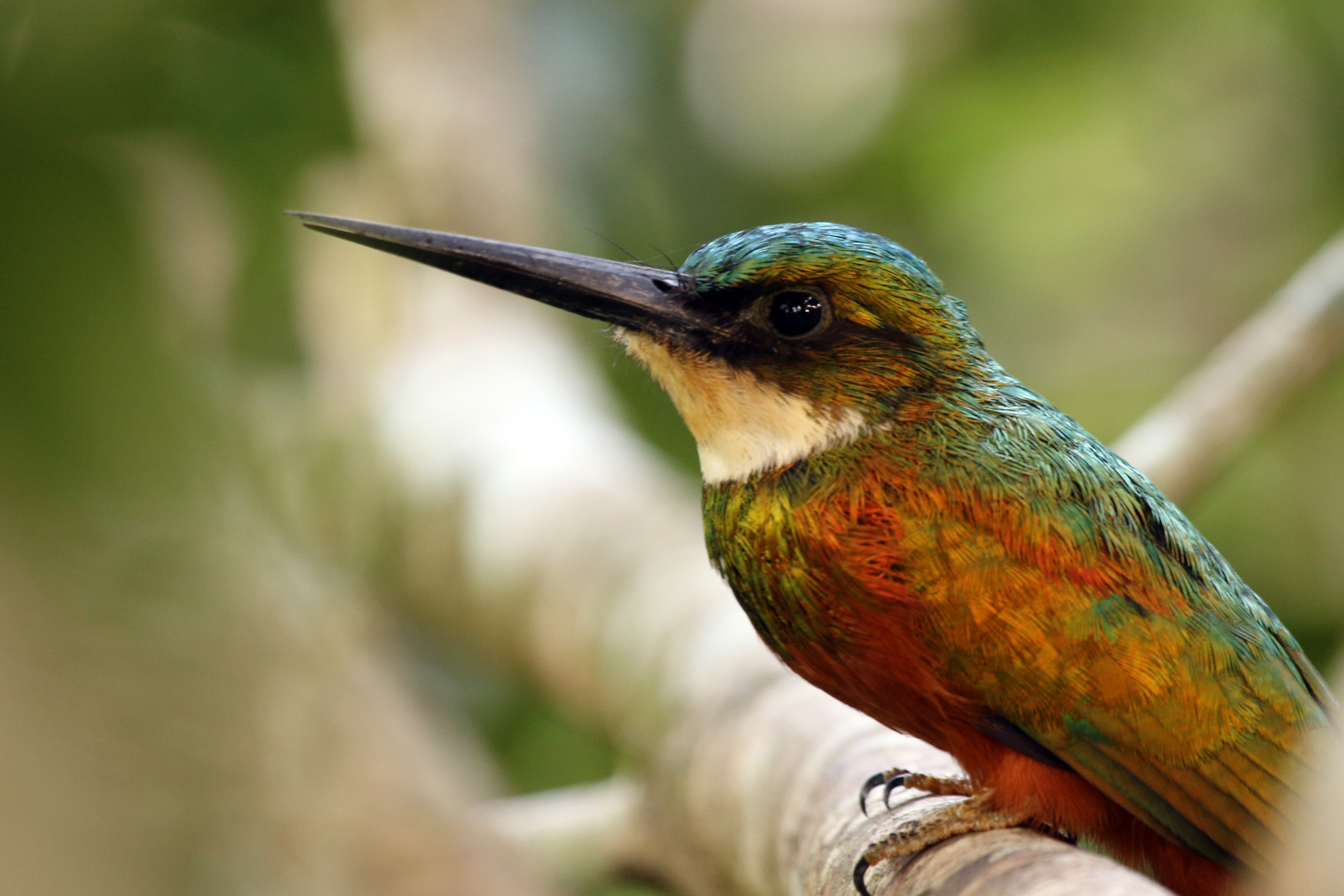
Samiec G. r. ruficauda Tobago
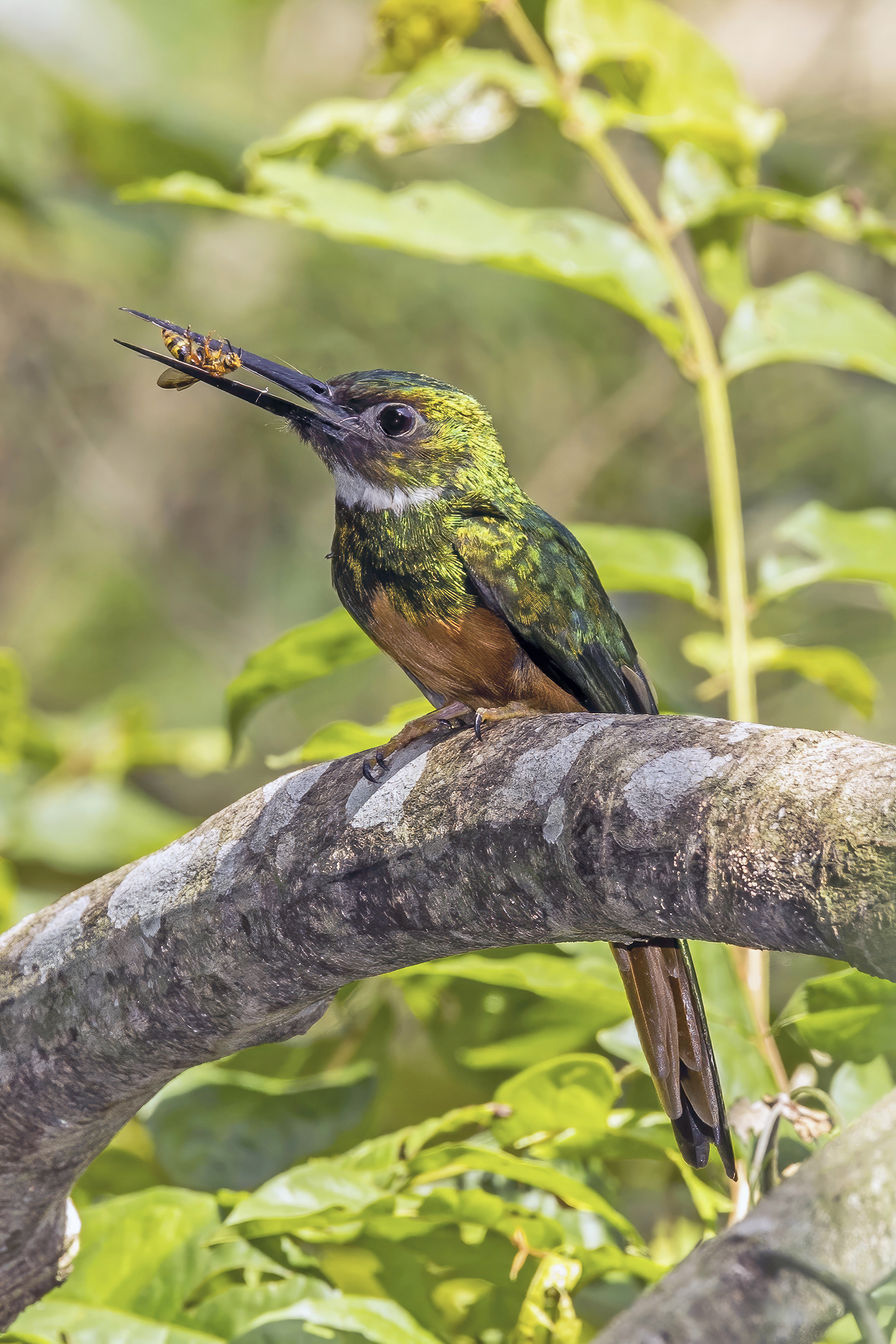
Samiec G. r. melanogenia Belize
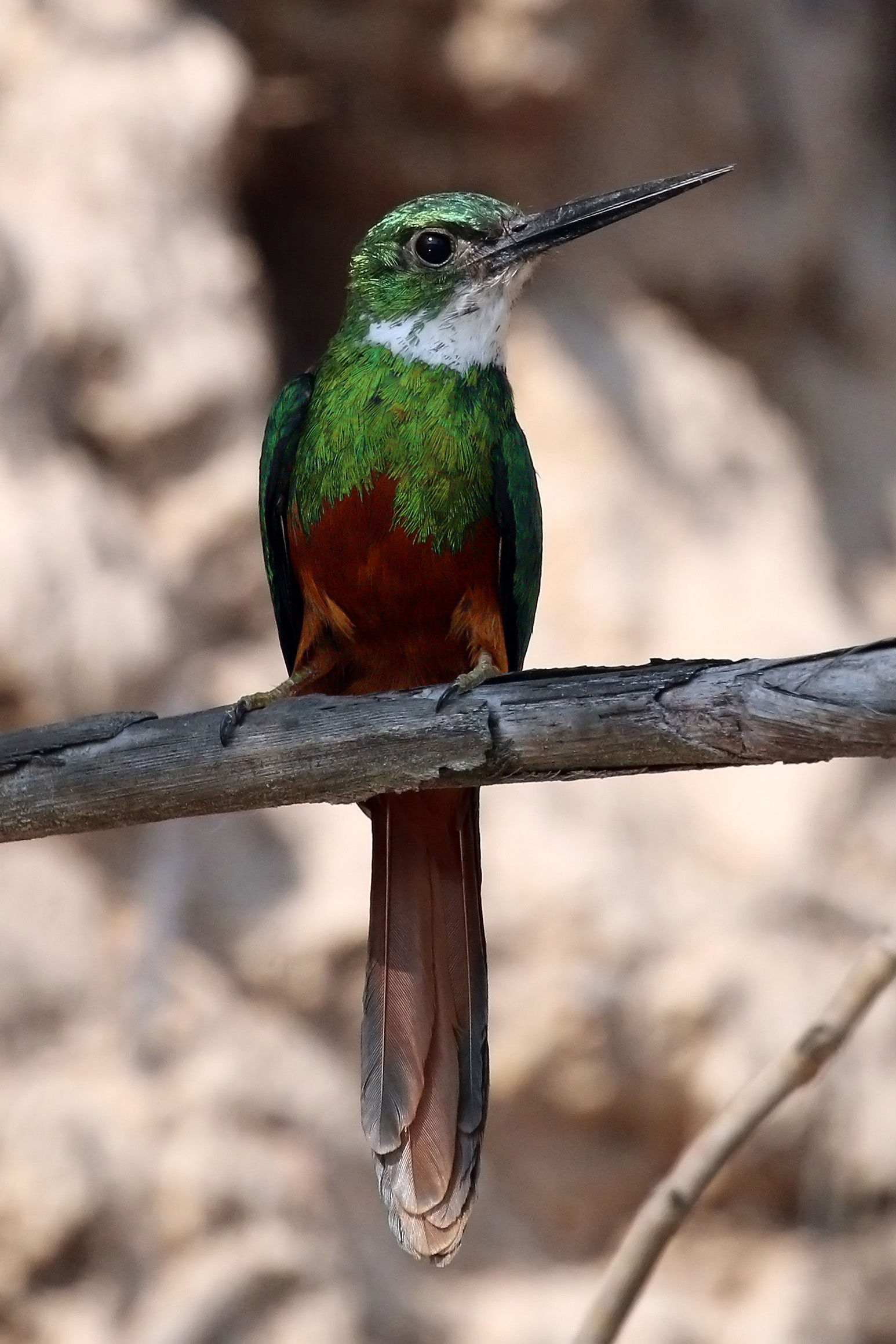
Samiec G. r. rufoviridis Pantanal, Brazylia

## Ekologia i zachowanie

### Biotop
Złotopiór rudosterny występuje na skraju wilgotnych lasów nizinnych, w otwartych rejonach lasów (np. wzdłuż strumieni), w otwartym podszycie zadrzewień i wysokich lasów wtórnych, na plantacjach kakaowca oraz sawannach. W północnej części Ameryki Południowej występuje także w zaroślach pustynnych, namorzynach i suchym lesie tropikalnym. Zwykle ptak ten spotykany jest do wysokości 900 m n.p.m., sporadycznie występuje wyżej, np. w dolinie rzeki Magdaleny (Kolumbia) do 1300 m n.p.m.

### Pożywienie
Owadożerca; poluje z grzędy, siedząc z dziobem przechylonym do góry, a następnie wylatuje, aby złapać lecące owady. Jednym z powszechnie łowionych gatunków jest osa Agelaia vicina. Inne owady, które chwyta, to muchy, chrząszcze, pszczoły, ważki i motyle. Co więcej, ptak ten rozróżnia jadalne i niejadalne motyle głównie na podstawie kształtu ich ciała.

### Rozmnażanie
Na Trynidadzie okresy lęgowe zarejestrowano od lutego do czerwca oraz od marca do kwietnia, natomiast na bliźniaczej wyspie Tobago okres ten trwał od lutego do lipca oraz również w sierpniu. Rozród odbywa się w norach wykopanych przez te ptaki w brzegach rzek, stromych zboczach, martwych drzewach i termitierach. Oba ptaki z pary pracują razem, aby ukończyć gniazdo. Liczba jaj w lęgu wynosi od 2 do 4, są one białe z drobnymi plamkami na powierzchni. W Kostaryce zauważono, że przez cały okres lęgowy ptaki obu płci wspólnie pracują, zmieniając się w wysiadywaniu jaj, tj. w ciągu dnia samiec wysiaduje jaja, podczas gdy samica poluje, a w nocy samica ogrzewa jaja, podczas gdy samiec poluje. Okres inkubacji trwa 19–23 dni.

## Status zagrożenia
W Czerwonej księdze gatunków zagrożonych IUCN złotopiór rudosterny jest klasyfikowany jako gatunek najmniejszej troski (ang. least concern), ponieważ jest obecny w znacznej części Ameryki Południowej i Środkowej. W 2019 roku organizacja Partners in Flight szacowała, że liczebność światowej populacji mieści się w przedziale 500 000 – 4 999 999 dorosłych osobników. Chociaż populacja tego gatunku jest dość duża, liczba ta stopniowo maleje z powodu utraty siedlisk w wyniku ingerencji człowieka.